# Lionel Wilson
Pour les articles homonymes, voir Wilson.
Pas d'image ? Cliquez ici

a Compétitions nationales et continentales officielles uniquement.

b Matchs officiels uniquement.
Dernière mise à jour le 17 mars 2015.
Lionel Geoffrey Wilson, né le 25 mai 1933 au Cap en Afrique du Sud et mort le 17 septembre 2017 à Napier (Nouvelle-Zélande), est un joueur sud-africain de rugby à XV qui a joué avec l'équipe d'Afrique du Sud évoluant au poste d'arrière.

## Biographie
Lionel Wilson évolue avec la Western Province qui dispute la Currie Cup. Il dispute à l'âge de 27 ans son premier test match le 13 août 1960 contre les All Blacks. Il joue son dernier test match contre la même nation le 18 septembre 1965. De 1960 à 1965, il dispute 27 matchs des Springboks, affrontant six fois la Nouvelle-Zélande, huit fois l'Australie, disputant les quatre test matchs contre les Lions britanniques en tournée en 1962 (trois victoires, un nul). 
Lionel Wilson participe également à la tournée de l'équipe d'Afrique du Sud de rugby à XV en 1960-1961 avec le succès de l'équipe d'Afrique du Sud qui réalise un Grand Chelem (quatre victoires en quatre matchs) lors de sa tournée en Grande-Bretagne et en Irlande. 

## Statistiques en équipe nationale
- 27 test matchs avec l'équipe d'Afrique du Sud
- 6 points (2 drops)
- Sélections par année : 4 en 1960, 5 en 1961, 4 en 1962, 4 en 1963, 2 en 1964, 8 en 1965